# トマス・ブルダリッチ
トマス・ブルダリッチ（Thomas Brdarić、1975年1月23日 - ）は、ドイツとクロアチアの元サッカー選手、サッカー指導者。ポジションはフォワード。

## クラブ経歴
バーデン＝ヴュルテンベルク州ニュルティンゲン出身。VfBシュトゥットガルトでプロキャリアをスタートし、1993年8月29日のFCバイエルン・ミュンヘン戦でブンデスリーガデビューを果たした。続く2試合目の出場となったSGヴァッテンシャイト戦では、4-2で勝利した試合で初得点を決めた。1年目は合計10試合に出場したものの、トップチームには定着できず2. ブンデスリーガのフォルトゥナ・デュッセルドルフに売却された。
デュッセルドルフでは2シーズン過ごし、ブンデスリーガ昇格と残留に貢献した。しかし、彼自身は1得点に留まったため、2. ブンデスリーガのSCフォルトゥナ・ケルンに移籍した。ここでトップチームのレギュラーに定着すると活躍し、1998-99シーズンには29試合13得点を記録した。
1999年夏、彼の活躍を見たブンデスリーガのバイエル・レバークーゼンに引き抜かれた。得点数こそ少なかったものの、トップチームに居場所を見つけキャリア最大の舞台に立った。クラブ在籍中の2001-02シーズンにはブンデスリーガで2位となりDFBポカール決勝とUEFAチャンピオンズリーグ決勝に出場したものの、シャルケ04とレアル・マドリードに敗れた。このシーズンのUEFAチャンピオンズリーグでは18試合1得点を記録した。
2002-03シーズンに入ると不振に陥り、レギオナルリーガ・ノルトのバイエル・レバークーゼン・アマチュアに帯同するようになった。翌2003-04シーズンにはハノーファー96にレンタル移籍し、ブンデスリーガでのキャリアハイ12得点を記録した。
2004年7月、移籍金100万ユーロの3年契約でVfLヴォルフスブルクに移籍した。2004-05シーズンも前シーズンと同じ12得点を記録したが、途中交代が多く不満を抱えることとなった。それらはチームメイトやクラブ首脳陣との確執に発展した。トーマス・シュトルンツ監督はチームよりも自分自身を優先する姿勢を「エゴイスト」と批判した。
問題の多かった1年が終わると、すぐにハノーファー96に売却され、かつてレンタル移籍で在籍したチームに3年契約で完全移籍した。しかし、インタビューで「ストライカーとして、得点するための欲があるし、チームの勝利よりも4得点を決めて4-4で引き分ける方が重要だ」と発言したことがペーター・ノイルーラー監督を激怒させるなど問題は起こり続けた。結局この発言がきっかけで出場機会は大幅に減った。
2006年8月にノイルーラーが解任されると、それを歓迎し前監督を激しく批判、彼が「意地悪かつ不誠実」で表面上の態度と裏腹にクラブを率いる実力を持っていなかったと主張した。後任のディーター・ヘッキンク監督とは対立しなかったものの2006-07シーズンは11試合5得点に終わり、膝の負傷によって現役を引退した。

## 代表経歴
2002年3月27日、ロストックで行われたアメリカ合衆国代表戦でドイツ代表デビューを果たした。UEFA EURO 2004のメンバーにも選出され、グループステージのラトビア代表戦に途中出場した。FIFAコンフェデレーションズカップ2005にも招集されたが出場機会はなかった。2004年10月9日に親善試合のイラン代表戦で決めたのが代表での唯一の得点となった。

## 指導者経歴
2009年3月24日、1.FCウニオン・ゾーリンゲンのスポーツディレクターに就任し、後に監督も兼任した。2009年8月17日に解任された。2013年にはTSGノイシュトレーリッツの監督に就任し、2013-14シーズンにはレギオナルリーガ・ノルトオスト優勝を果たしたが昇格プレーオフで1.FSVマインツ05IIに敗れた。その後VfLヴォルフスブルクIIの監督も務めた。